# Prix Vendredi
Le prix Vendredi est un prix littéraire français qui récompense chaque année depuis 2017 un roman de littérature jeunesse francophone.

## Historique
Le prix Vendredi a été créé en 2016 par le groupe des éditeurs de littérature jeunesse du Syndicat National du Livre, souhaitant valoriser la littérature des plus de 13 ans. Le nom fait référence au roman de Michel Tournier, Vendredi ou la Vie sauvage. La première édition a lieu en 2017.
Le prix est surnommé le « Goncourt de la littérature jeunesse ».
Chaque année, les maisons d'éditions jeunesse proposent une cinquantaine de titres. En automne, dix livres sont mis en compétition. Le lauréat reçoit une dotation de 2000 €. Des mentions spéciales sont attribuées.
Le jury est composé de journalistes critiques littéraires et d'autrices : Michel Abescat (Télérama), Raphaële Botte (Mon Quotidien ; Lire), Philippe-Jean Catinchi (Le Monde), Françoise Dargent (Le Figaro), Marie Desplechin (autrice), Sophie Van der Linden (autrice et critique littéraire) et Nathalie Riché (critique littéraire, Allonz’enfants).
Les partenaires associés sont la Fondation d'entreprise La Poste, la Sofia, le magazine Je Bouquine et l'association Lecture Jeunesse.
En 2023 est créé le « Prix Vendredi - Jury des jeunes pass Culture » remis par un jury composé de sept jeunes lecteurs et lectrices issus de différentes régions et bénéficiaires du pass Culture . 

## Lauréats

### Prix Vendredi
- 2017 : Anne-Laure Bondoux pour L'Aube sera grandiose, Éditions Gallimard jeunesse[4]
  - mentions spéciales à Antoine Dole pour Naissance des cœurs de pierre, Actes Sud junior et à Thibault Vermot pour Colorado Train, Sarbacane
- 2018[5] : Nicolas de Crécy pour Les amours d’un fantôme en temps de guerre, Éditions Albin Michel[6]
  - mentions spéciales à Nastasia Rugani pour Milly Vodović, Éditions MeMo et à Vincent Mondiot pour Nightwork, Actes Sud Junior
- 2019 : Flore Vesco pour L'Estrange Malaventure de Mirella, L'école des loisirs[7]
  - mentions spéciales à Jo Witek pour Premier arrêt avant l'avenir, Actes Sud Junior et à Thibault Vermot pour Fraternidad, Sarbacane
- 2020 : Vincent Mondiot pour Les Derniers des Branleurs, Actes Sud junior[8]
  - mentions spéciales à Cathy Ytak pour Sans armure, Talents Hauts et à Éric Pessan pour Tenir debout dans la nuit, L’école des loisirs
- 2021[9] : Sylvain Pattieu pour Amour Chrome, L'école des loisirs[10],[11]
  - mentions spéciales à Joëlle Écormier pour Kô, Éditions Zébulo et à Nastasia Rugani pour Je serai vivante, Gallimard jeunesse.
- 2022[12] : Claire Castillon pour Les Longueurs, Gallimard jeunesse, à l'unanimité[13]
  - mentions spéciales à Taï-Marc Le Thanh pour Et le ciel se voila de fureur, L'école des loisirs, et à Sébastien Joanniez pour On a supermarché sur la lune, La Joie de lire[13]
- 2023[14] : Claudine Desmarteau pour Au nom de Chris, Gallimard jeunesse[15]
  - mentions spéciales à Quentin Leseigneur pour Dix-Huit Ans, pas trop con, éditions Sarbacane, et Mikaël Ollivier pour Premier Rôle, éditions Thierry Magnier[15]
- 2024 : Maureen Desmailles pour La Chasse, (Thierry Magnier)[16]

### Prix Vendredi - Jury des jeunes pass Culture
- 2023 : Arnaud Cathrine pour  Octave, (Robert Laffont)[3]
- 2024 : Anne Loyer pour Charbon bleu , (éditions D’eux)[16]